# Gries
Pour les articles homonymes, voir Gries (homonymie).
Gries [ɡʁis] est une commune française située dans la circonscription administrative du Bas-Rhin et, depuis le 1er janvier 2021, dans le territoire de la Collectivité européenne d'Alsace, en région Grand Est.
Cette commune se trouve dans la région historique et culturelle d'Alsace près de la ville de Haguenau.

## Toponymie
Le premier document mentionnant le nom du village est daté du 13 mars 826. Gries y est citée pour la première fois sous le nom de Gerareshusa. En 830, ce même village est appelé Gerireshusa.
D’après le pasteur Guggenbühl, cette dénomination viendrait du prénom « Gerhard ». Le nom du village serait donc en hochdeutsch Gerhardshausen, ce qui permet de penser qu’il aurait été la propriété d’un certain « Gerhard », personnage dont l’identité n’a pas été découverte jusqu'à ce jour.
Dans un document de 974, on peut déjà lire le nom de « Grioz » qui ressemble davantage au nom actuel du village. Le pasteur Guggenbühl explique cette évolution du nom de la façon suivante : très vite le suffixe hausen de « Gerireshausen » a été abandonné, donnant ainsi « Gerires », mot transformé au cours des années en « Grioz », puis en « Griez » et enfin en « Gries ».

## Géographie
|              | Haguenau |             |
| Weitbruch    | Gries    | Bischwiller |
| Kurtzenhouse |          | Weyersheim  |

### Localisation dans le Bas-Rhin
Le village de Gries se trouve à proximité de la ville de Haguenau et des villages de Weitbruch, Bischwiller, Marienthal et Kurtzenhouse. Gries se situe en Alsace du Nord, dans le Bas-Rhin. Le village est entouré principalement de champs mais aussi du bois de Gries, la petite forêt communale. Une partie de Marienthal appartient à la commune (« Marienthal commune de Gries, 67240 »).

### Géologie et relief
L'altitude minimum de Gries est de 125 m et son altitude maximum est de 169 m, soit un relief relativement plat. Gries est entourée de cultures diverses (maïs...).

### Forêt communale
La forêt communale de Gries s'étend sur 283,26 hectares, dont une petite partie empiète sur la commune voisine de Kurtzenhouse. On y trouve de nombreuses essences d'arbres, notamment des pins sylvestres (24 % des essences), des bouleaux verruqueux (18 %), des hêtres (13 %) et des chênes sessiles (13 %).
Un sentier botanique long de 2 km parcourt la forêt. Il passe notamment par une mare pédagogique et est longé d'arbres plantés par des écoliers.

### Hydrographie

#### Réseau hydrographique
La commune est dans le bassin versant du Rhin au sein du bassin Rhin-Meuse. Elle est drainée par le ruisseau l'Hellergraben, le ruisseau le Kesselgraben, le ruisseau le Rothbach, le ruisseau le Weihergraben, le ruisseau la Vieille Zorn et le ruisseau le Waschgraben,.
L'Hellergraben, d'une longueur de 11 km, prend sa source dans la commune de Niederschaeffolsheim et se jette  dans le Kesselgraben à Weyersheim, après avoir traversé huit communes. 

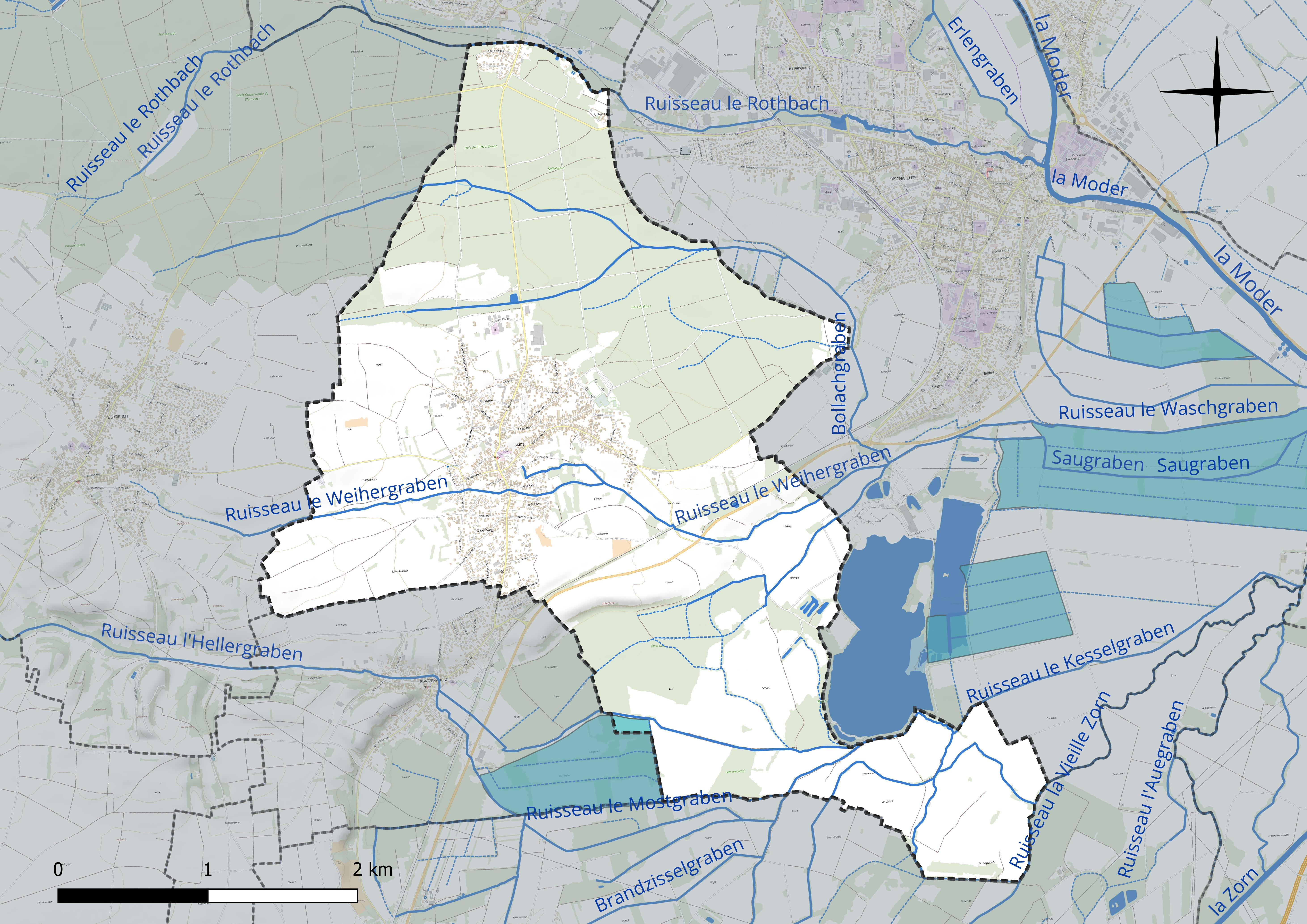
Réseau hydrographique de Gries.

#### Gestion et qualité des eaux
Le territoire communal est couvert par le schéma d'aménagement et de gestion des eaux (SAGE) « Ill Nappe Rhin ». Ce document de planification concerne la nappe phréatique rhénane, les cours d'eau de la plaine d'Alsace et du piémont oriental du Sundgau, les canaux situés entre l'Ill et le Rhin et les zones humides de la plaine d'Alsace. Le périmètre s’étend sur 3 596 km2. Il a été approuvé le 17 janvier 2005. La structure porteuse de l'élaboration et de la mise en œuvre est la région Grand Est. 
La qualité des cours d’eau peut être consultée sur un site dédié géré par les agences de l’eau et l’Agence française pour la biodiversité. 

### Climat
Pour des articles plus généraux, voir Climat du Grand Est et Climat du Bas-Rhin.
En 2010, le climat de la commune est de type climat des marges montargnardes, selon une étude du Centre national de la recherche scientifique s'appuyant sur une série de données couvrant la période 1971-2000. En 2020, Météo-France publie une typologie des climats de la France métropolitaine dans laquelle la commune est exposée à un climat semi-continental et est dans la région climatique  Alsace, caractérisée par une pluviométrie faible, particulièrement en automne et en hiver, un été chaud et bien ensoleillé, une humidité de l’air basse au printemps et en été, des vents faibles et des brouillards fréquents en automne (25 à 30 jours). 
Pour la période 1971-2000, la température annuelle moyenne est de 10,7 °C, avec une amplitude thermique annuelle de 18 °C. Le cumul annuel moyen de précipitations est de 758 mm, avec 10,4 jours de précipitations en janvier et 10,1 jours en juillet. Pour la période 1991-2020, la température moyenne annuelle observée sur la station météorologique de Météo-France la plus proche, « Waltenheim-sur-zorn », sur la commune de Waltenheim-sur-Zorn à 14 km à vol d'oiseau, est de 11,3 °C et le cumul annuel moyen de précipitations est de 652,2 mm. 
La température maximale relevée sur cette station est de 38 °C, atteinte le 7 août 2015 ; la température minimale est de −14,9 °C, atteinte le 20 décembre 2009,,. 
Les paramètres climatiques de la commune ont été estimés pour le milieu du siècle (2041-2070) selon différents scénarios d'émission de gaz à effet de serre à partir des nouvelles projections climatiques de référence DRIAS-2020. Ils sont consultables sur un site dédié publié par Météo-France en novembre 2022.

### Voies de communication et transports
Les départementales D 48 et D 37 traversent la commune. Gries dispose de trois arrêts de bus : à la mairie, « Rue Siedel » et « Rue des Roses », tous les trois desservis le plus souvent par le Réseau 67.
Pour les autres types de transport, Gries se trouve à proximité immédiate de la gare de Kurtzenhouse et à 2,8 km de la gare de Bischwiller.
L'aéroport de Karlsruhe se situe à 19,6 km et celui de Strasbourg à environ 25 km.

## Urbanisme

### Typologie
Au 1er janvier 2024, Gries est catégorisée ceinture urbaine, selon la nouvelle grille communale de densité à sept niveaux définie par l'Insee en 2022.
Elle appartient à l'unité urbaine de Gries, une agglomération intra-départementale regroupant deux  communes, dont elle est ville-centre,,. Par ailleurs la commune fait partie de l'aire d'attraction de Strasbourg (partie française), dont elle est une commune de la couronne,. Cette aire, qui regroupe 268 communes, est catégorisée dans les aires de 700 000 habitants ou plus (hors Paris),.

### Occupation des sols
L'occupation des sols de la commune, telle qu'elle ressort de la base de données européenne d’occupation biophysique des sols Corine Land Cover (CLC), est marquée par l'importance des territoires agricoles (52,6 % en 2018), une proportion sensiblement équivalente à celle de 1990 (53,2 %). La répartition détaillée en 2018 est la suivante : 
terres arables (42,9 %), forêts (36,1 %), zones urbanisées (10,9 %), zones agricoles hétérogènes (9,7 %), zones industrielles ou commerciales et réseaux de communication (0,2 %), mines, décharges et chantiers (0,1 %), eaux continentales (0,1 %). L'évolution de l’occupation des sols de la commune et de ses infrastructures peut être observée sur les différentes représentations cartographiques du territoire : la carte de Cassini (XVIIIe siècle), la carte d'état-major (1820-1866) et les cartes ou photos aériennes de l'IGN pour la période actuelle (1950 à aujourd'hui).

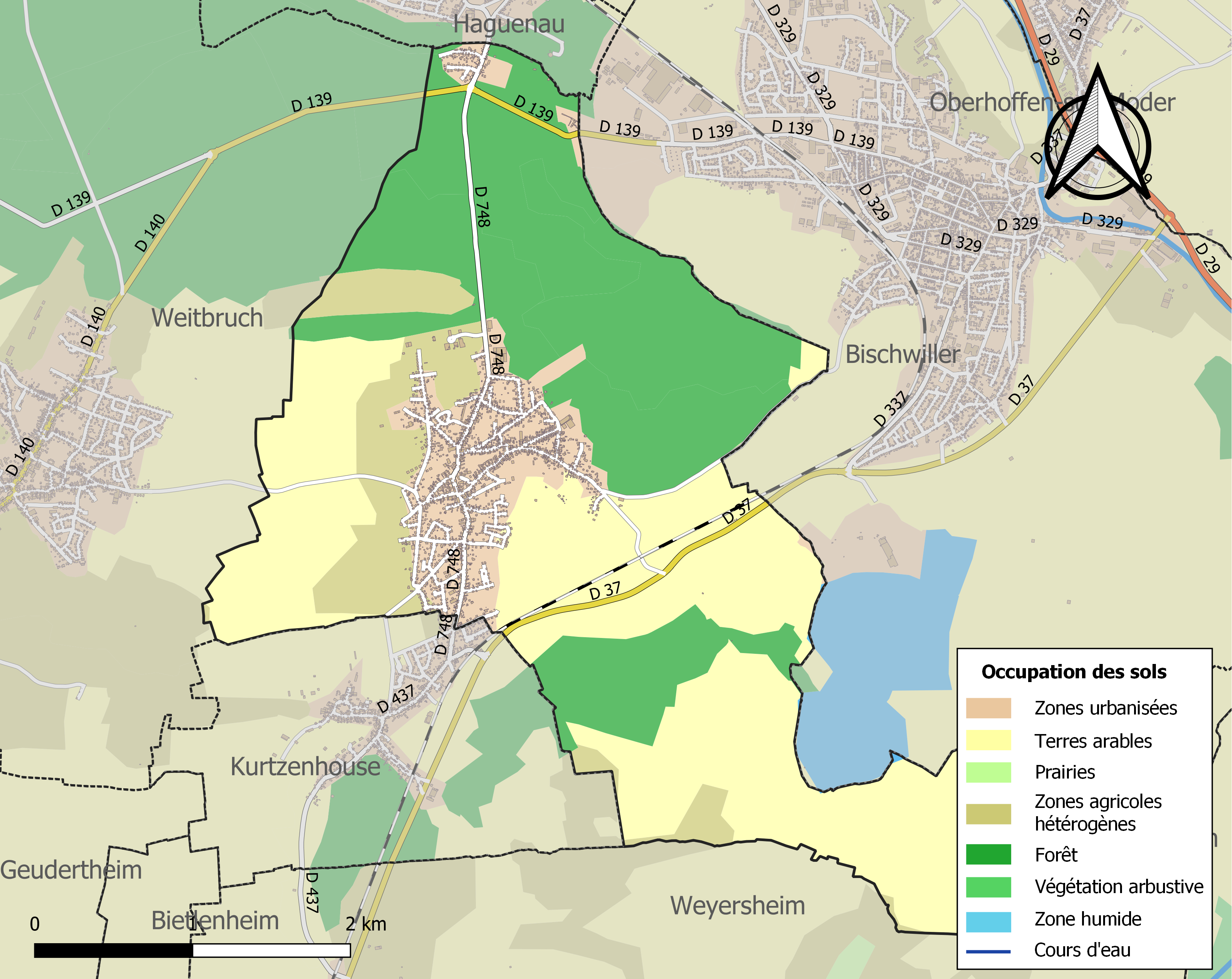
Carte des infrastructures et de l'occupation des sols de la commune en 2018 (CLC).

## Héraldique
| Blason de Gries | Blason  | D'or aux trois grues de sable, tenant chacune de sa griffe une vigilance de gueules. |
| Blason de Gries | Détails |                                                                                      |

## Histoire
Gries se situe sur le site du village disparu de Wilre. La preuve de l’existence de cet ancien village a été découverte lors du creusement d’une tranchée, dans laquelle ont été trouvés des restes de bâtiments.
Propriété des landgraves de Basse-Alsace jusqu’en 1332, la localité passa par la suite aux Lichtenberg, puis aux Bitche-Zweibrücken, avant d’appartenir aux Hanau-Lichtenberg qui y introduisirent la Réforme, ceci au sein du Saint-Empire romain germanique. Le village devint ainsi protestant, en vertu du principe cujus regio, ejus religio.
En 1622, Gries fut totalement détruit par les troupes de Mansfeld pendant la guerre de Trente Ans, mais les habitants avaient trouvé refuge à Strasbourg.
Le 13 septembre 1674, le village est pillé par les Français, et des pertes humaines sont à déplorer.
Afin de repeupler la région, des émigrés de Suisse alémanique vinrent s'implanter dans la commune. C'est là par exemple l'origine des familles Wiedemann, Berger et bien d'autres encore. Les Hesse-Darmstadt furent les derniers maîtres du village, de 1736 jusqu’à la Révolution française, date de son annexion par la France. Ils contribuèrent considérablement à son développement.
Depuis la fin de la Seconde Guerre mondiale, Gries a perdu son caractère agricole et a développé sa fonction résidentielle.

## Politique et administration

### Tendances politiques et résultats
Les résultats des dernières élections dans la commune montrent que les Griesoises et Griesois votent plutôt à droite.

#### Elections municipales
En 2014, Claude Kern a été réélu maire de Gries dès le 1er tour par 100 % des suffrages exprimés et 46 % des inscrits. Sa liste DVD était la seule à se présenter dans la commune. Eric Hoffstetter a été élu maire en octobre 2017 par le conseil municipal à la suite de la démission de M. Kern.

#### Elections législatives
Gries se situe actuellement dans la neuvième circonscription du Bas-Rhin. En 2017, au premier tour, Vincent Thiébaut (REM) est arrivé en tête à Gries, avec 32,50 % des voix, devant Étienne Wolf (LR, 19,50 %) et Laurent Gnaedig (FN, 16,90 %) notamment. Au second tour, c'est M. Wolf qui est arrivé en tête dans le village avec 52,6 % des voix, mais c'est M. Thiébaut qui a été élu député de la circonscription avec 51,3 % des voix.
Avant cette élection, le député de la circonscription était (depuis 2012) Claude Sturni (DVD). Il avait obtenu plus de 60 % des votes exprimés à Gries.

#### Elections présidentielles
En 2017, Marine Le Pen (FN) est arrivée en tête des deux tours (36 % puis 52 % des suffrages exprimés) de l'élection présidentielle remportée par Emmanuel Macron (REM).
En 2012, Nicolas Sarkozy (UMP) est arrivé en tête des deux tours de l'élection présidentielle remportée par François Hollande (PS). Au second tour, Nicolas SARKOZY a obtenu presque 75 % des voix dans le village.

#### Elections européennes
Aux élections européennes de 2019, la liste "Prenez le pouvoir", soutenue par Marine Le Pen et menée par Jordan Bardella, est arrivée en tête dans Gries avec 32,36 % des voix. La liste du parti du président de la République Emmanuel Macron est arrivée à la seconde place avec 18,33 %.
En 2014, c'est déjà la liste soutenue (et menée) par Marine Le Pen (FN) qui était arrivée en tête dans la commune, devant celle de l'UMP.

### Liste des maires
| Période                                  | Période                    | Identité                                        | Étiquette    | Qualité |
| ---------------------------------------- | -------------------------- | ----------------------------------------------- | ------------ | --- |
| avant 1979                               | après 1981                 | Henri Hoffstetter                               |              | |
| ?                                        | 18 juin 1995               | Charles Ottmann                                 |              | Maire honoraire |
| 18 juin 1995                             | 9 octobre 2017 (démission) | Claude Kern                                     | DVD puis UDI | Enseignant Sénateur du Bas-Rhin (2014 → ) Président de la CC de la Basse Zorn (2001 → 2014) 7e vice-président de la CC de la Basse Zorn (2014 → 2017) |
| 9 octobre 2017                           | En cours (au 31 mai 2020)  | Éric Hoffstetter Réélu pour le mandat 2020-2026 | DVD          | Directeur d'usine |
| Les données manquantes sont à compléter. |                            |                                                 |              | |

### Jumelages
- Gries (Allemagne) depuis le 20 mai 1979.

### Politique environnementale
La commune de Gries, en collaboration avec le SMITOM de Haguenau-Saverne, entreprend une campagne de sensibilisation aux traitements des déchets. Depuis 2012-2013, la commune procède ainsi au tri sélectif : tous les habitants disposent d'une poubelle à ordures ménagères et d'une autre pour le recyclage (papier, carton...).
La déchèterie de la commune se situe entre Gries et Weitbruch.

## Population et société

### Démographie
L'évolution du nombre d'habitants est connue à travers les recensements de la population effectués dans la commune depuis 1793. Pour les communes de moins de 10 000 habitants, une enquête de recensement portant sur toute la population est réalisée tous les cinq ans, les populations de référence des années intermédiaires étant quant à elles estimées par interpolation ou extrapolation. Pour la commune, le premier recensement exhaustif entrant dans le cadre du nouveau dispositif a été réalisé en 2005.

En 2022, la commune comptait 2 886 habitants, en évolution de +0,87 % par rapport à 2016 (Bas-Rhin : +3,17 %, France hors Mayotte : +2,11 %).
| 1793 | 1800 | 1806  | 1821  | 1831  | 1836  | 1841  | 1846  | 1851  |
| ---- | ---- | ----- | ----- | ----- | ----- | ----- | ----- | ----- |
| 855  | 881  | 1 026 | 1 166 | 1 398 | 1 296 | 1 291 | 1 405 | 1 454 |

| 1856  | 1861  | 1866  | 1871  | 1875  | 1880  | 1885  | 1890  | 1895  |
| ----- | ----- | ----- | ----- | ----- | ----- | ----- | ----- | ----- |
| 1 470 | 1 574 | 1 822 | 1 748 | 1 695 | 1 614 | 1 685 | 1 604 | 1 631 |

| 1900  | 1905  | 1910  | 1921  | 1926  | 1931  | 1936  | 1946  | 1954  |
| ----- | ----- | ----- | ----- | ----- | ----- | ----- | ----- | ----- |
| 1 656 | 1 748 | 1 815 | 1 692 | 1 774 | 1 824 | 1 894 | 1 808 | 1 856 |

| 1962  | 1968  | 1975  | 1982  | 1990  | 1999  | 2005  | 2006  | 2010  |
| ----- | ----- | ----- | ----- | ----- | ----- | ----- | ----- | ----- |
| 1 908 | 2 093 | 2 281 | 2 319 | 2 464 | 2 688 | 2 763 | 2 754 | 2 759 |

| 2015  | 2020  | 2022  | - | - | - | - | - | - |
| ----- | ----- | ----- | - | - | - | - | - | - |
| 2 747 | 2 879 | 2 886 | - | - | - | - | - | - |

### Enseignement et vie scolaire
La commune dispose de plusieurs établissements :
- Une école maternelle ;
- Une école élémentaire ;
- Une école privée Montessori ("Les Roseaux").

Un accueil de loisirs et périscolaire est aussi présent dans le village.
Le collège II de Bischwiller est le collège de secteur (académie de Strasbourg).

### Culte
Gries dispose de deux lieux de cultes et d'un presbytère :
- Les deux églises ont été rénovées aux environs de 2011-2012. L'église catholique a fêté ses Gries dispose de deux églises : l'église Saint-Jacques (catholique) et l'église protestante. 100 ans en 2010.

Les deux églises ont été rénovées dans les années 2010.
L'église catholique a fêté ses 100 ans en 2010. L'église protestante a servi d'église « mixte» jusqu’en 1910, date de la consécration de l’église catholique Saint-Jacques.
L'orgue de l'église protestante est la dernière œuvre de Jean-André Silbermann (1781). Il est classé monument historique en 1977 pour le buffet et en 1985 pour la partie instrumentale. Il a fait l'objet d´un relevage en 1967 par la manufacture Kern et en 2016 par la manufacture Blumenroeder.
La chorale Sainte-Cécile de Gries est basée dans l'église catholique.

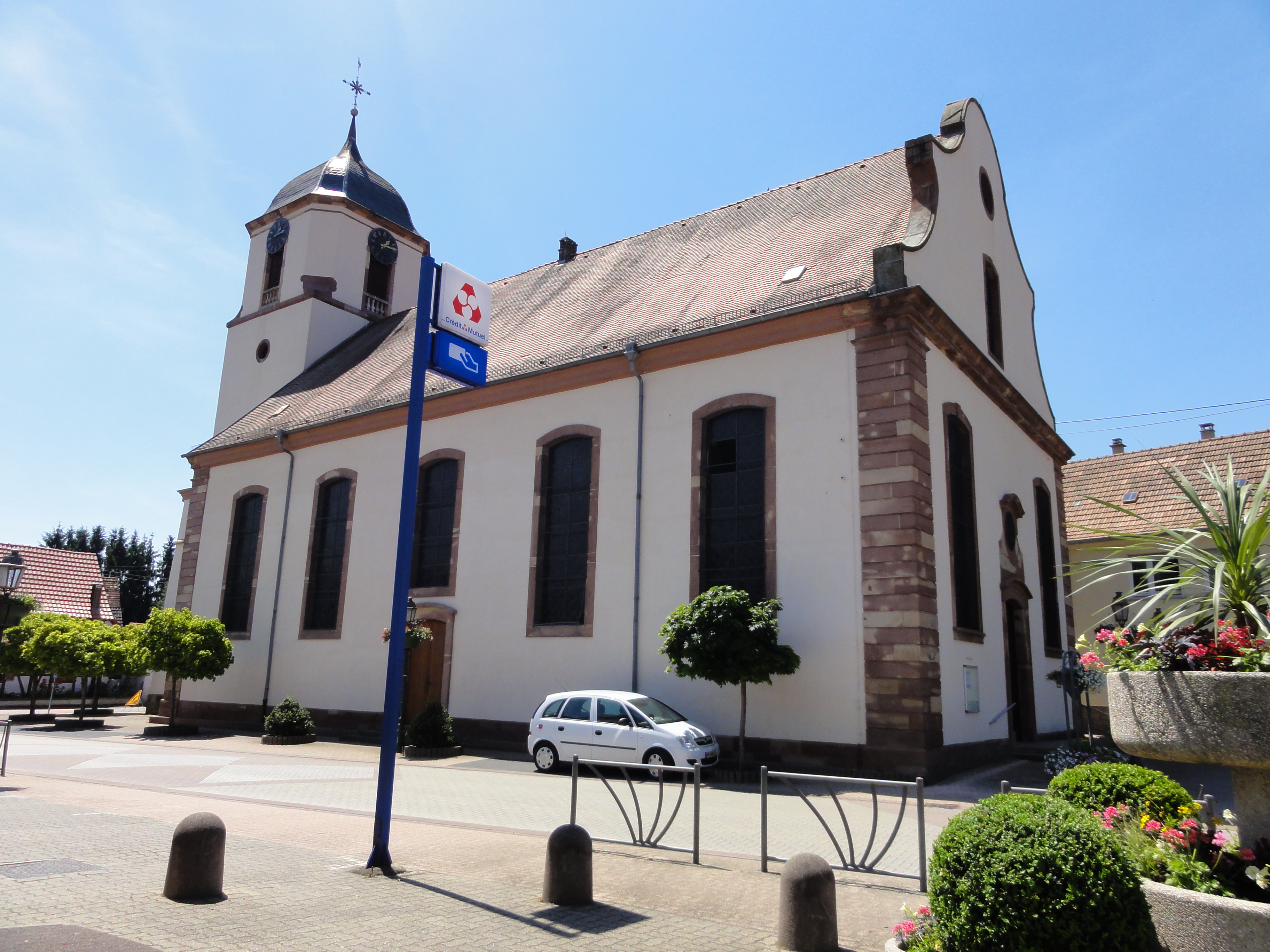
Église protestante.
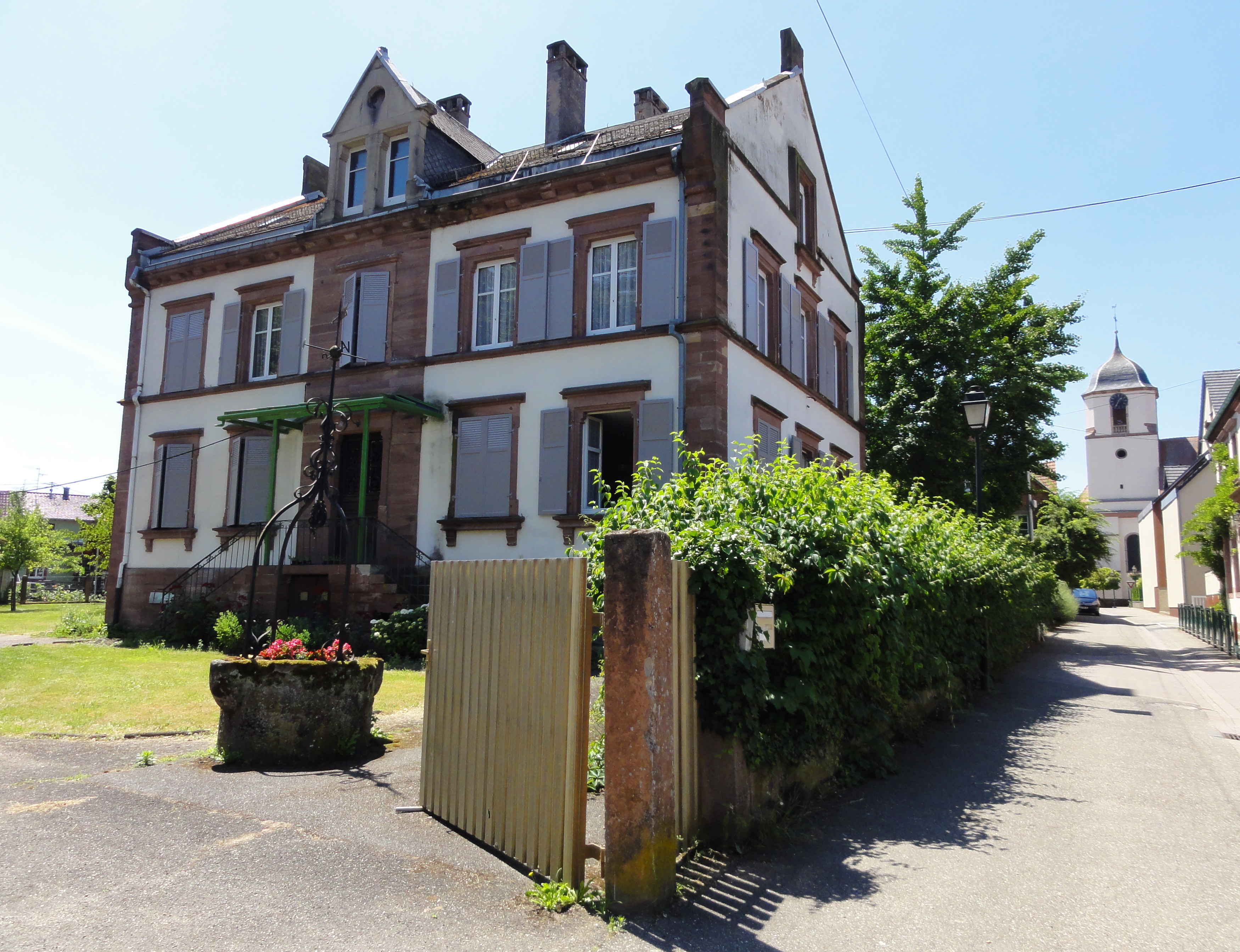
Presbytère protestant (XIXe), 2 rue du Presbytère.
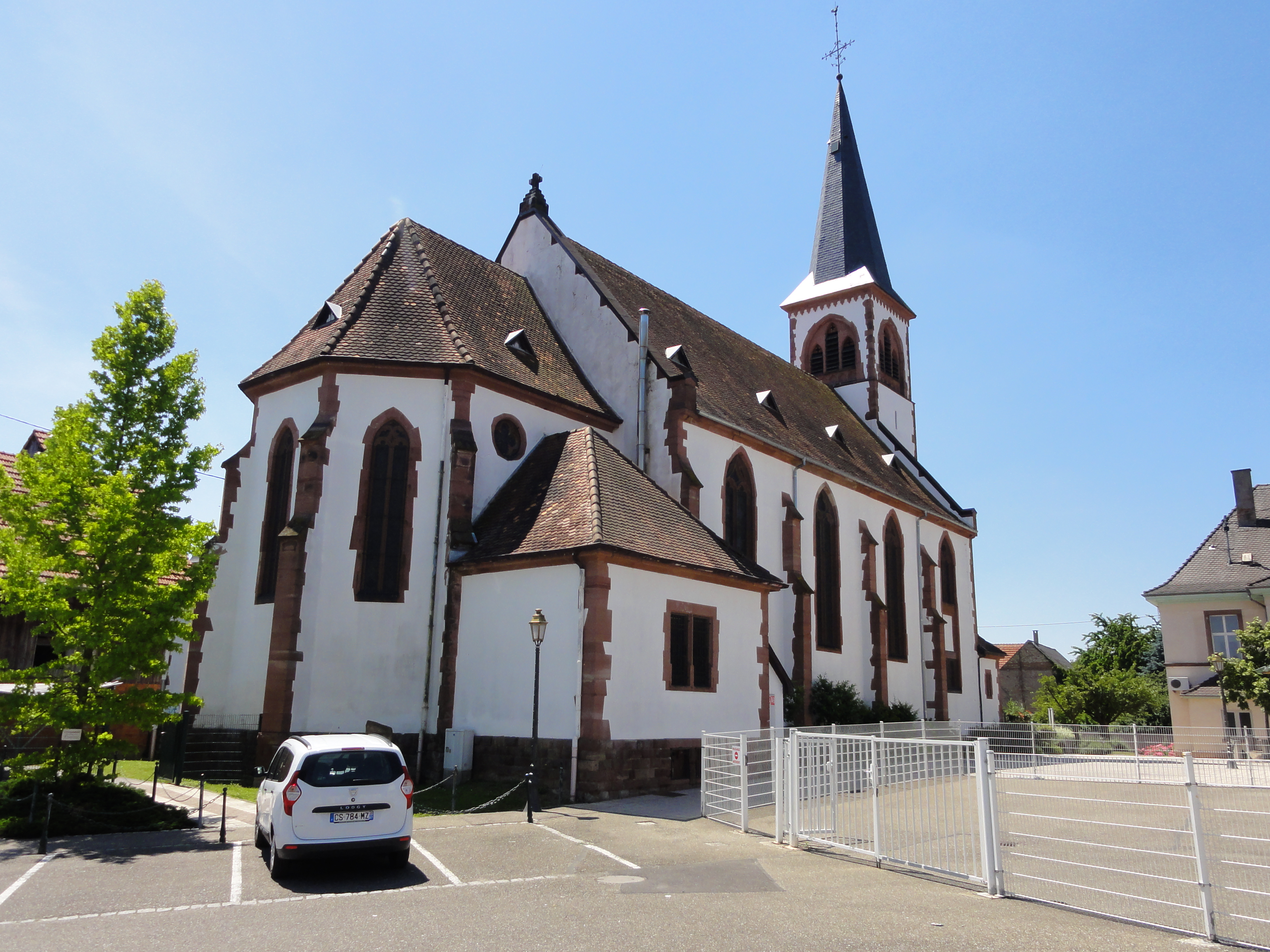
Église catholique Saint-Jacques-le-Majeur.
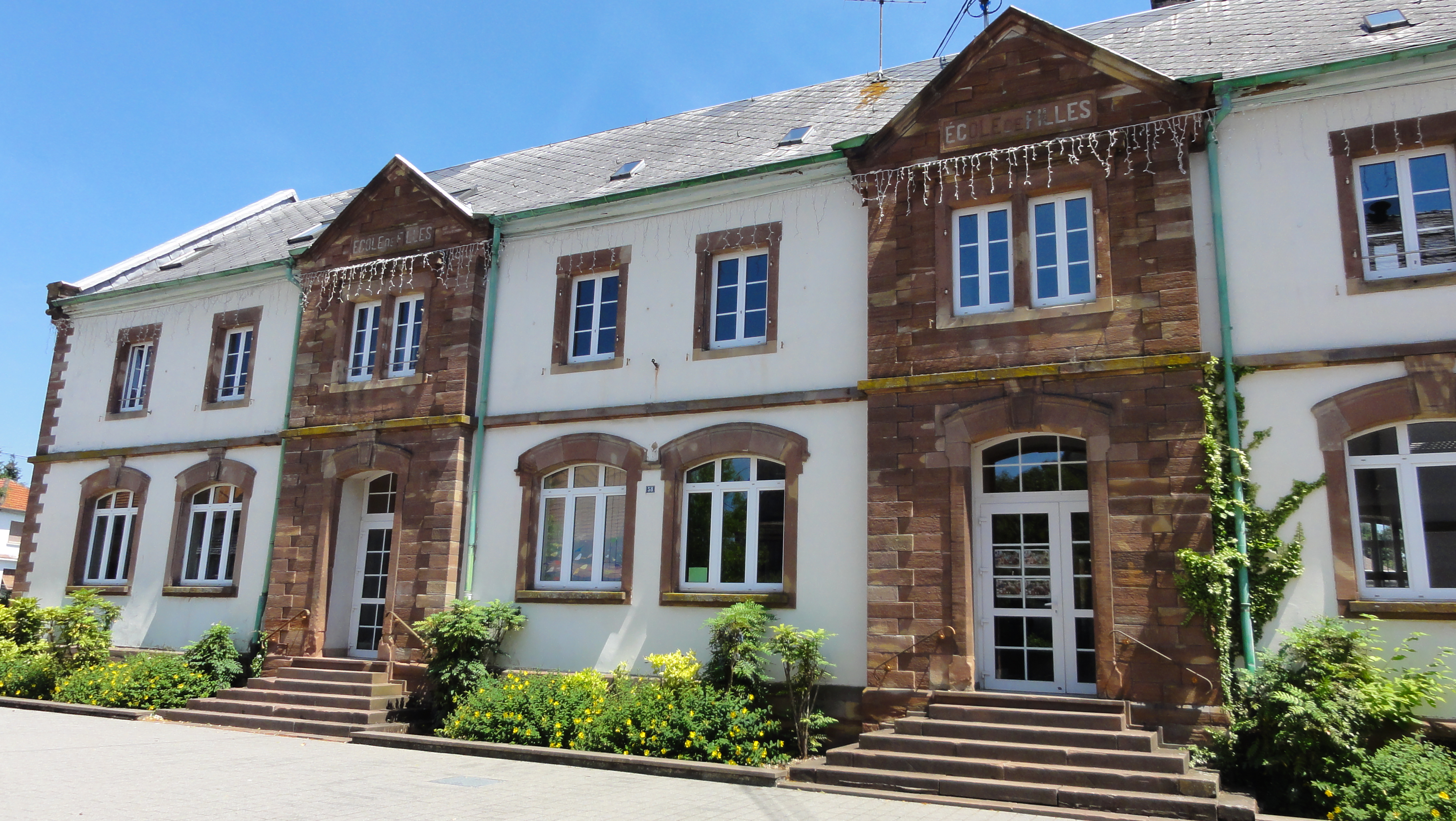
École (1872), 58 rue Principale.
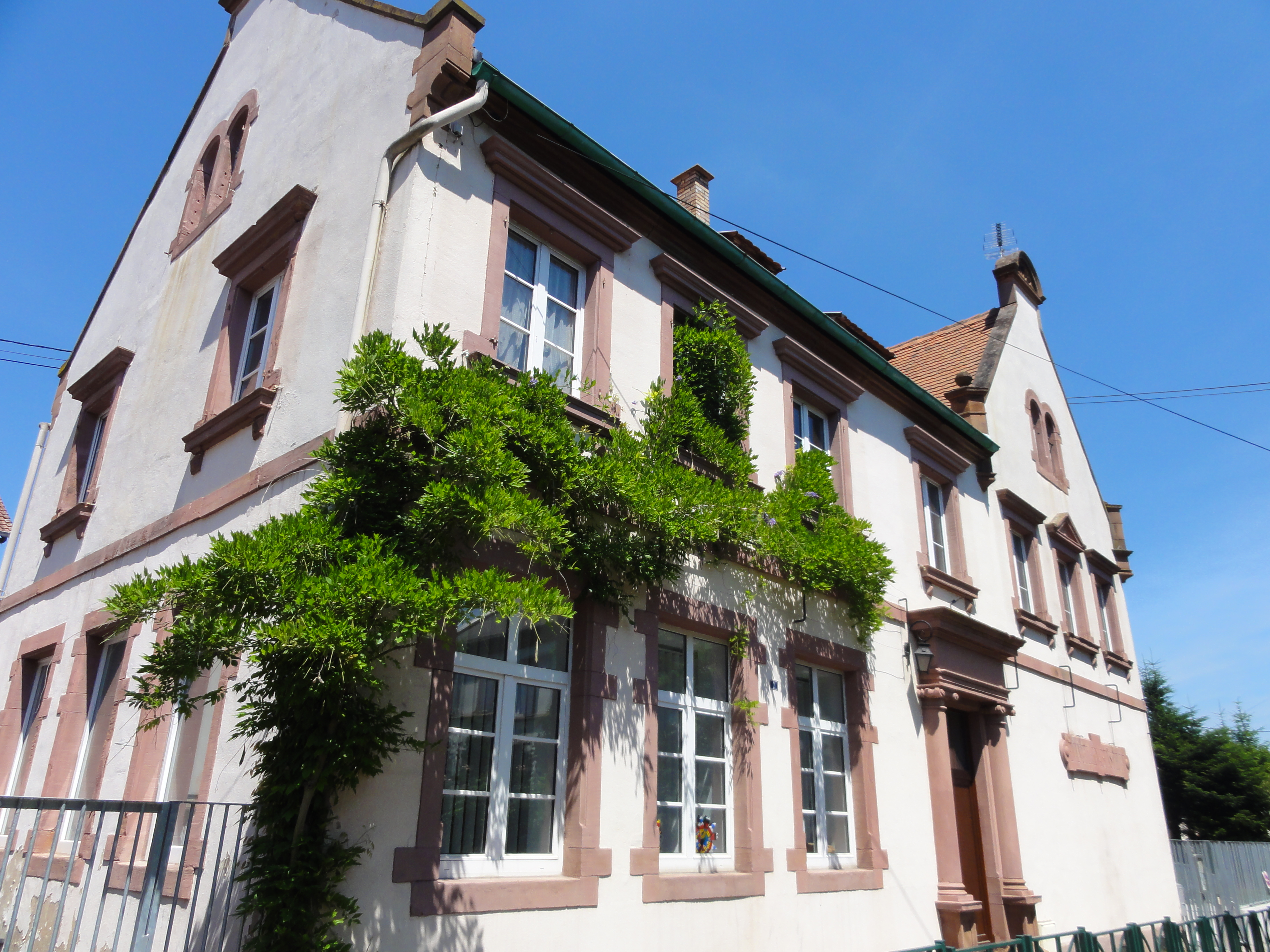
École (1900), 1 rue du Presbytère.

## Économie

### Commerces
Liste non-exhaustive des commerces basés dans la commune de Gries :
- Boucheries charcuteries
- Boulangerie pâtisserie
- Débit de tabac
- Supérette

### Entreprises
Liste non-exhaustive des entreprises basées dans la commune de Gries :
- Alsachrom
- Alsafix
- Horn France
- Vogt Sarl

Plusieurs coiffeurs et gîtes sont également basés dans la commune.

### Micro-zone d'activité
La micro-zone d'activité de Gries est l'une des zones gérées par la communauté de communes de la Basse-Zorn. Elle regroupe plusieurs entreprises.

### Restaurants
- Deux restaurants.

## Culture et sports

### Associations culturelles

#### La Musique municipale de Gries (orchestre d'harmonie)

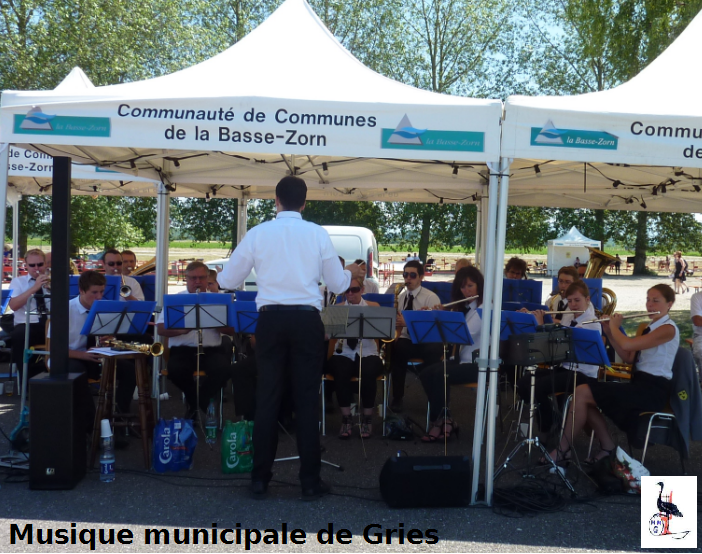
La MMG lors d'une manifestation en 2014.

Créée en 1911 par quelques passionnés, l'harmonie a fêté ses 100 ans d'activité en 2012. Elle organise chaque année plusieurs concerts, notamment un concert de printemps. Elle est dirigée par Olivier Saenger.

#### Groupe folklorique alsacien Gries-Kurtzenhouse
Le groupe folklorique de Gries-Kurtzenhouse comporte une section adulte et une section jeune, consacrées à la tradition alsacienne.

### Associations sportives
Le BCGO (Basket Club de Gries-Oberhoffen) est la fierté sportive de la commune. L'équipe 1 du club évolue en Pro B (2e division française de basketball) depuis la saison 2018-2019. 
En avril 2021, le club fusionne avec 4 clubs aux alentours (dont BC Souffelweyersheim). Après cette réunification, le nouveau club devient l'ASA et joue en Pro B depuis la saison 2021-22.
On trouve aussi à Gries un club de lutte performant, un club de football évoluant en District 4 promu lors de la saison 2018/2019, ainsi qu'un club de tennis, un club "Pleine Forme", un club de pétanque et un club de tir.

### Infrastructures
L'espace La Forêt, qui est comme son nom l'indique à la frontière entre le village de Gries et la forêt communale, est la principale infrastructure sportive et culturelle. Elle dispose d'une salle de basket, d'une salle des fêtes, d'une salle des associations et d'une salle de lutte. À l'extérieur, on y trouve des courts de tennis et un terrain de football.

## Personnalités liées à la commune
- Andreas Thürmann (1591, Gartz, Poméranie - 6 février 1672, Gries) fut pasteur à Gries, Kurtzenhausen, Weitbruch et Geudertheim en 1628-1672. Il fut aussi diacre et maître d'école à Westhoffen en 1622-27, prédicateur de la cour ducale à Bischwiller à partir de 1633. Il épousa le 28 avril 1623 à l'église Saint-Pierre-le-Jeune à Strasbourg, Maria Pfau, fille d'divers brasseur. Devenu veuf, il épousa le 14 mars 1642, à Schiltigheim, Anna Barbara Dannhauer. Il fut le beau-frère du théologien Johann Conrad Dannhauer.
- Adolphe Foerster, lieutenant-colonel d’état-major, officier de la Légion d'honneur, né le 17 août 1824 à Strasbourg, décédé le 20 janvier 1890 à Gries, enterré au cimetière de Gries.

## Lieux et monuments
- Au sud-est du village se trouve une motte, seul témoin d’un ancien château, résidence de l'évêque de Strasbourg, qui resta occupé jusqu'à la fin du XVe siècle, période de sa destruction. D'après de récentes recherches, il s'agirait d'un charnier datant de la guerre de Trente Ans puisqu'il n'est absolument pas fait mention de la présence d'un château à cet endroit. Plus de renseignements sont disponibles à la mairie du village.
- On trouve également à Gries plusieurs maisons alsaciennes anciennes à colombages :

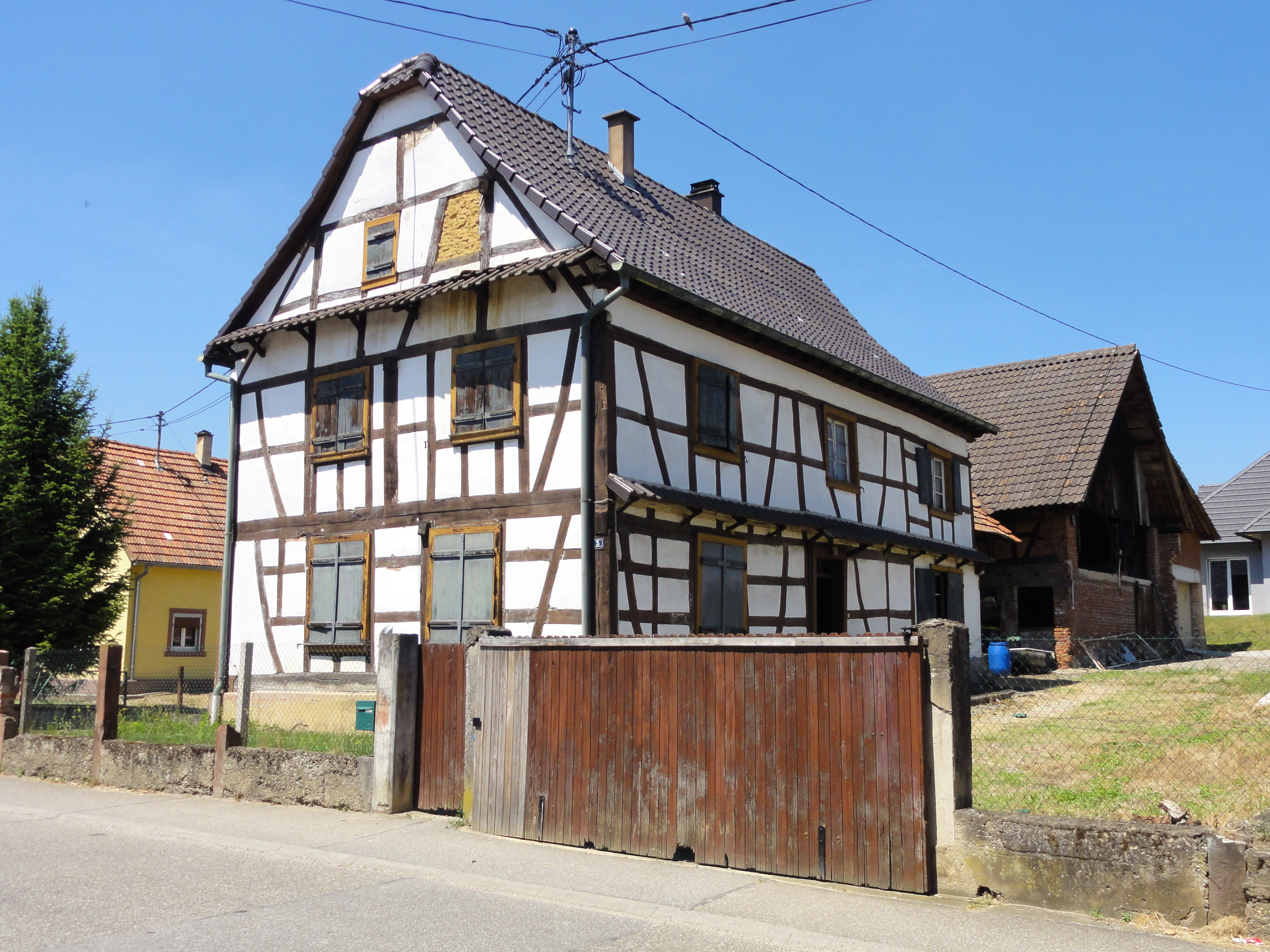
Ferme (1716), 3 rue des Jardins.
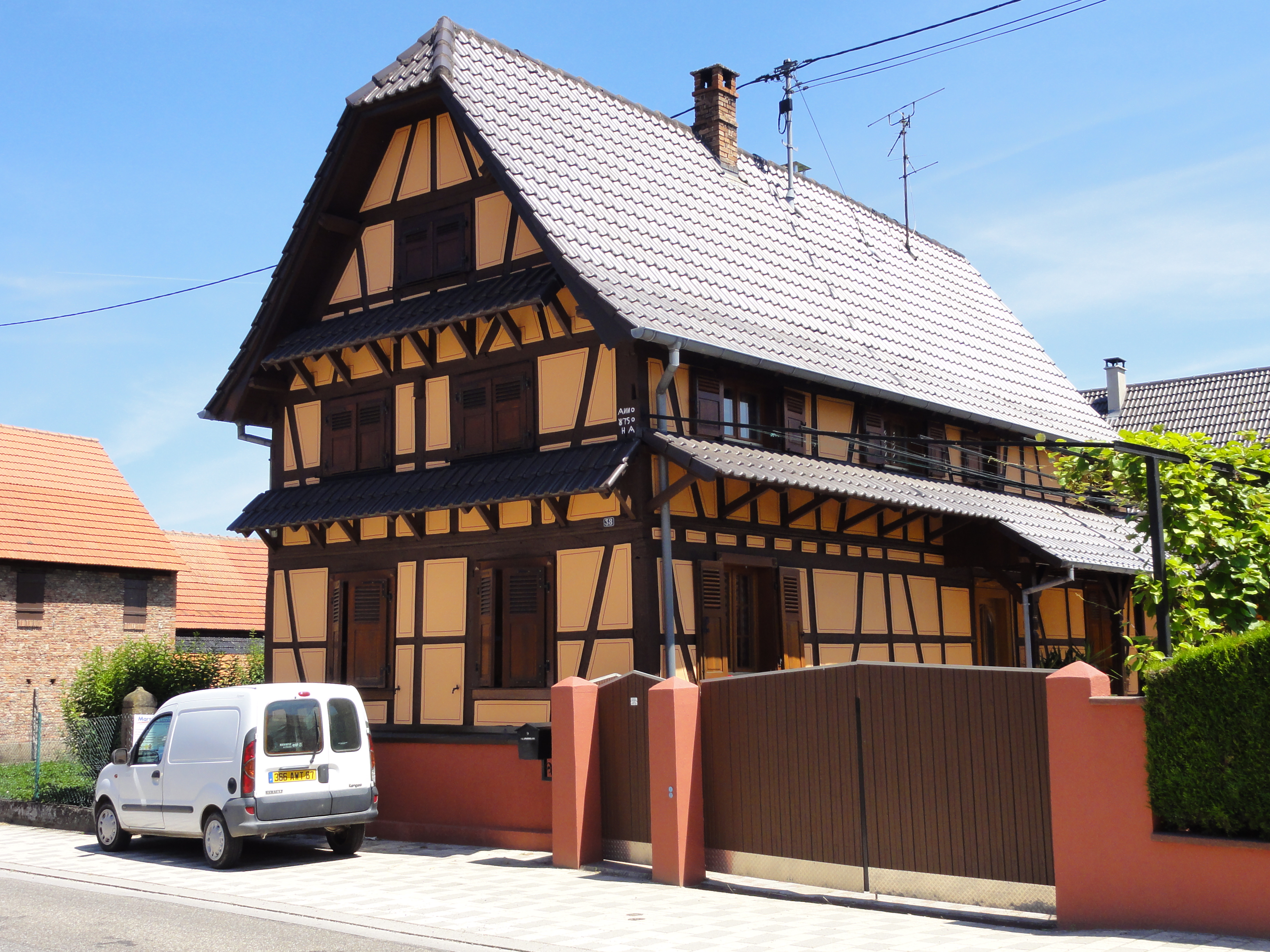
Ferme (1750), 38 rue Principale.
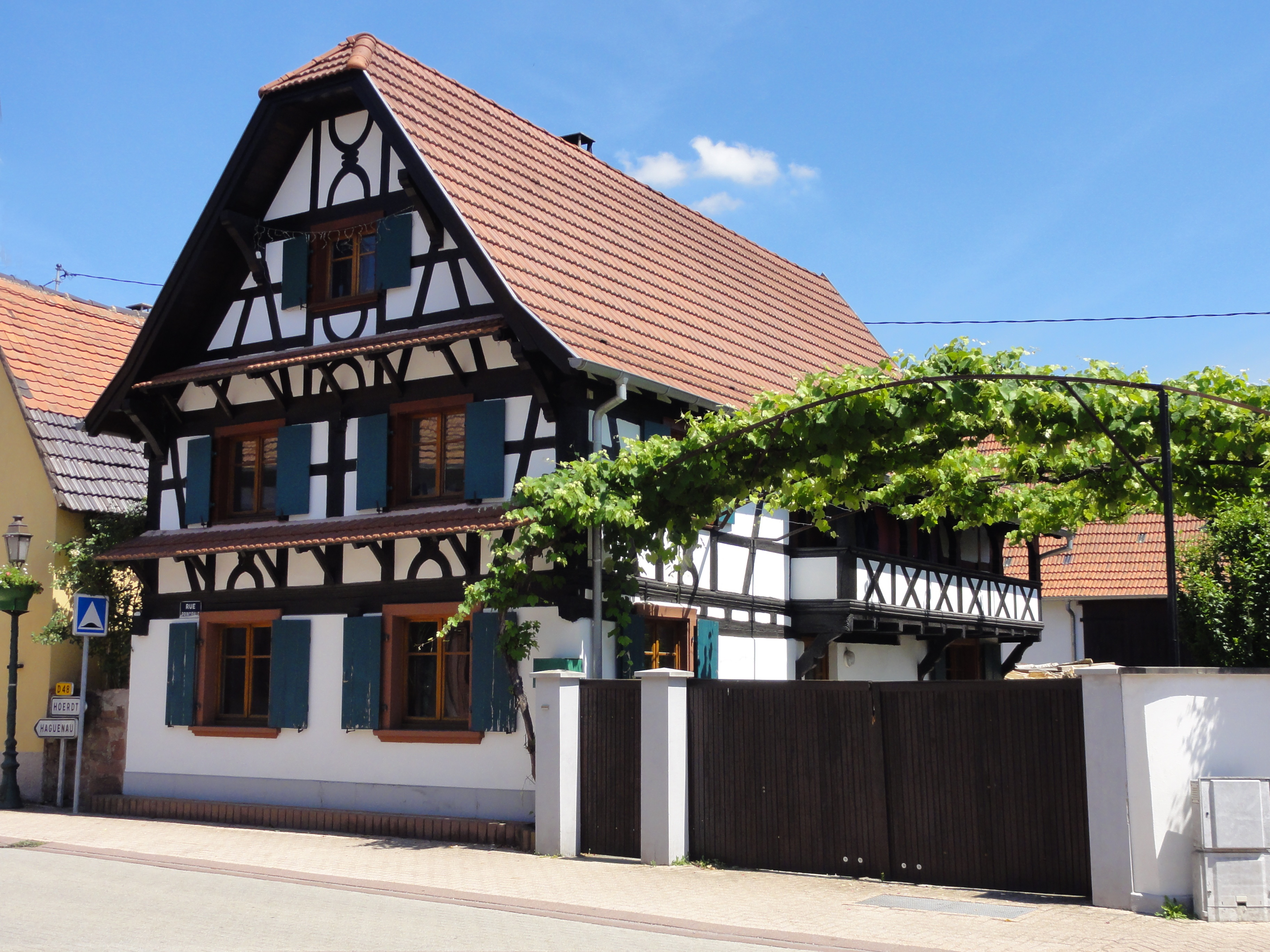
Ferme (XVIIIe), 50 rue Principale.
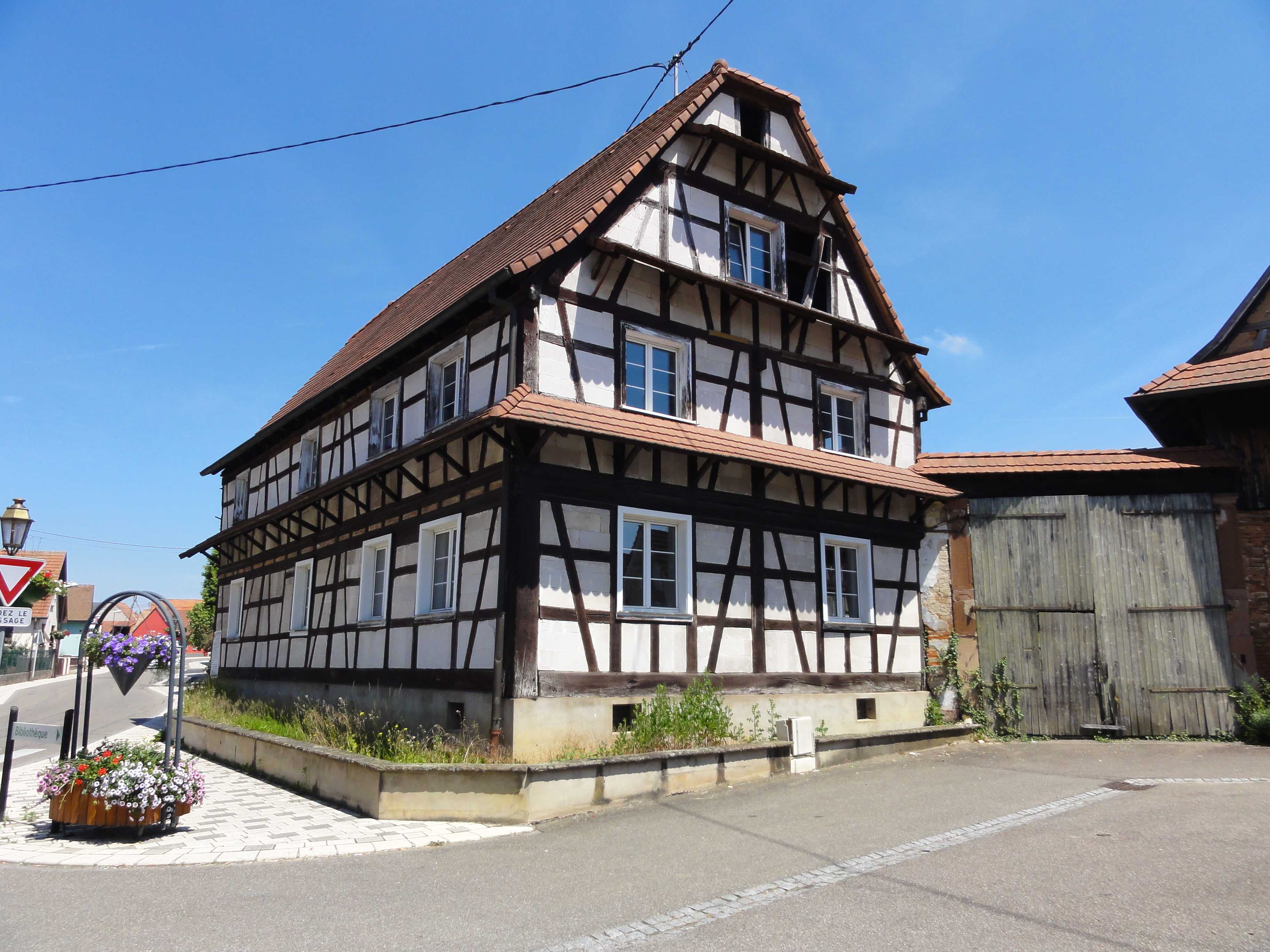
Ferme (XVIIIe-XIXe), 68 rue Principale.
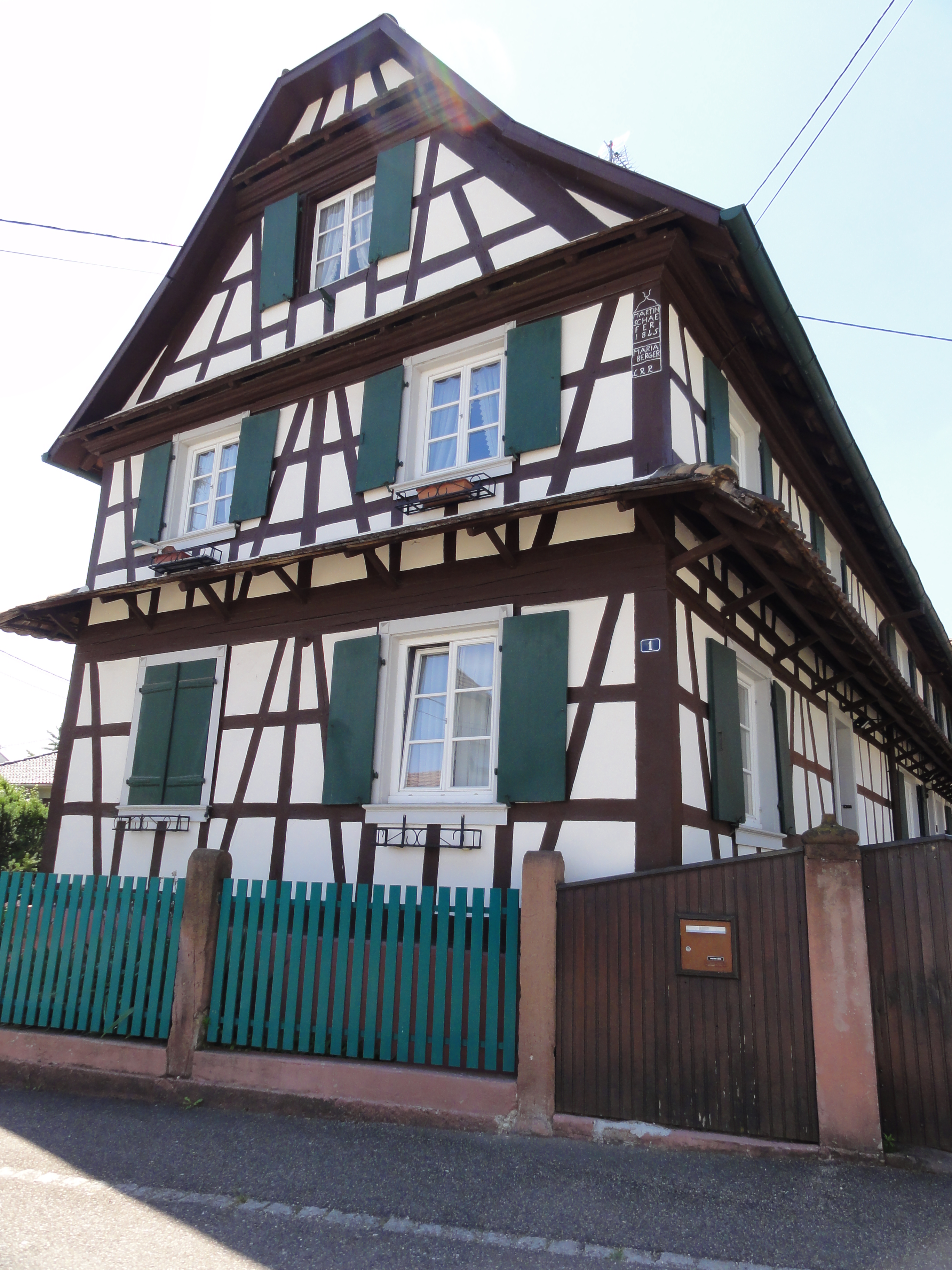
Ferme (1845), 1 rue de Bischwiller.
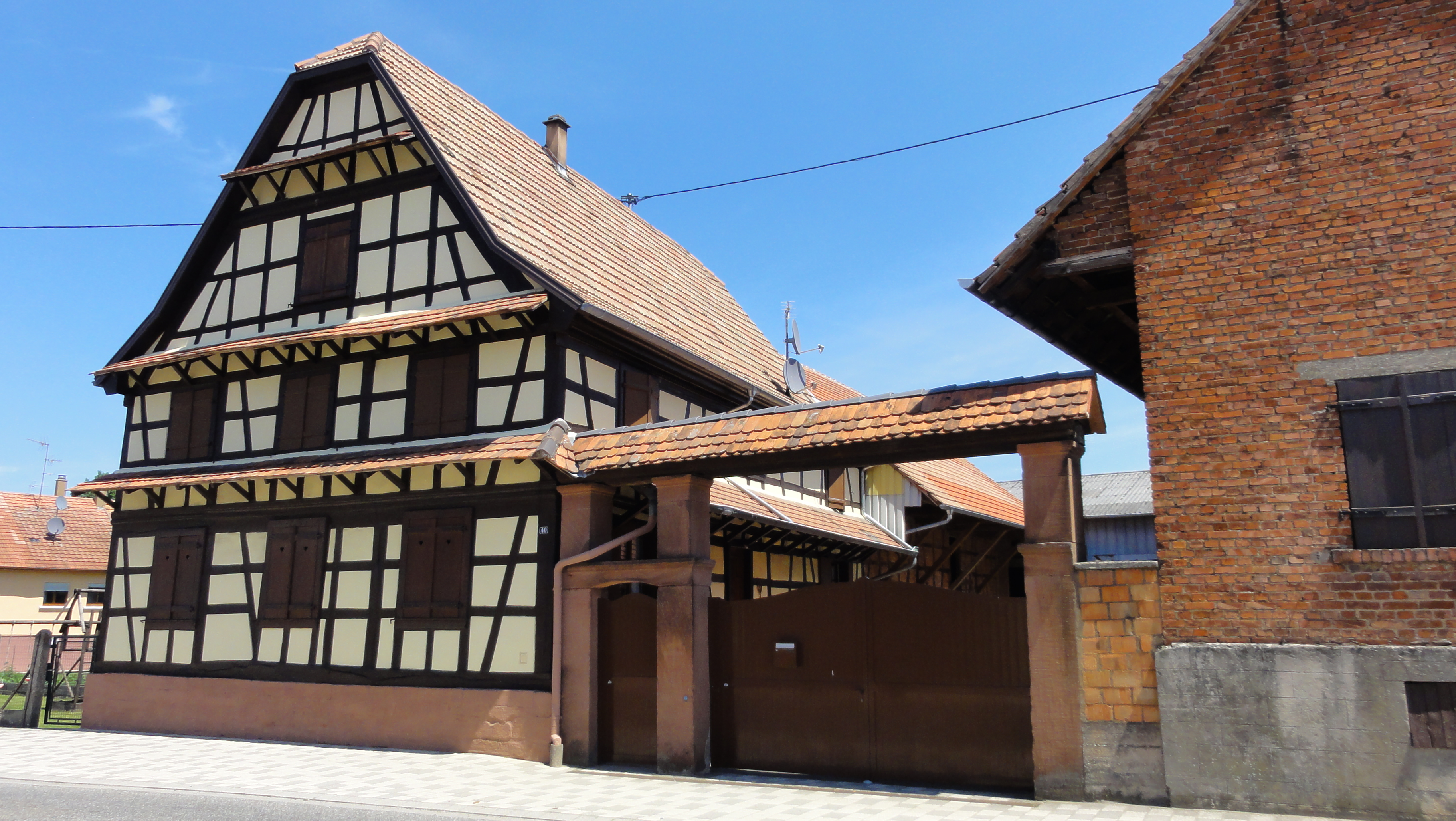
Ferme (1851), 40 rue Principale.
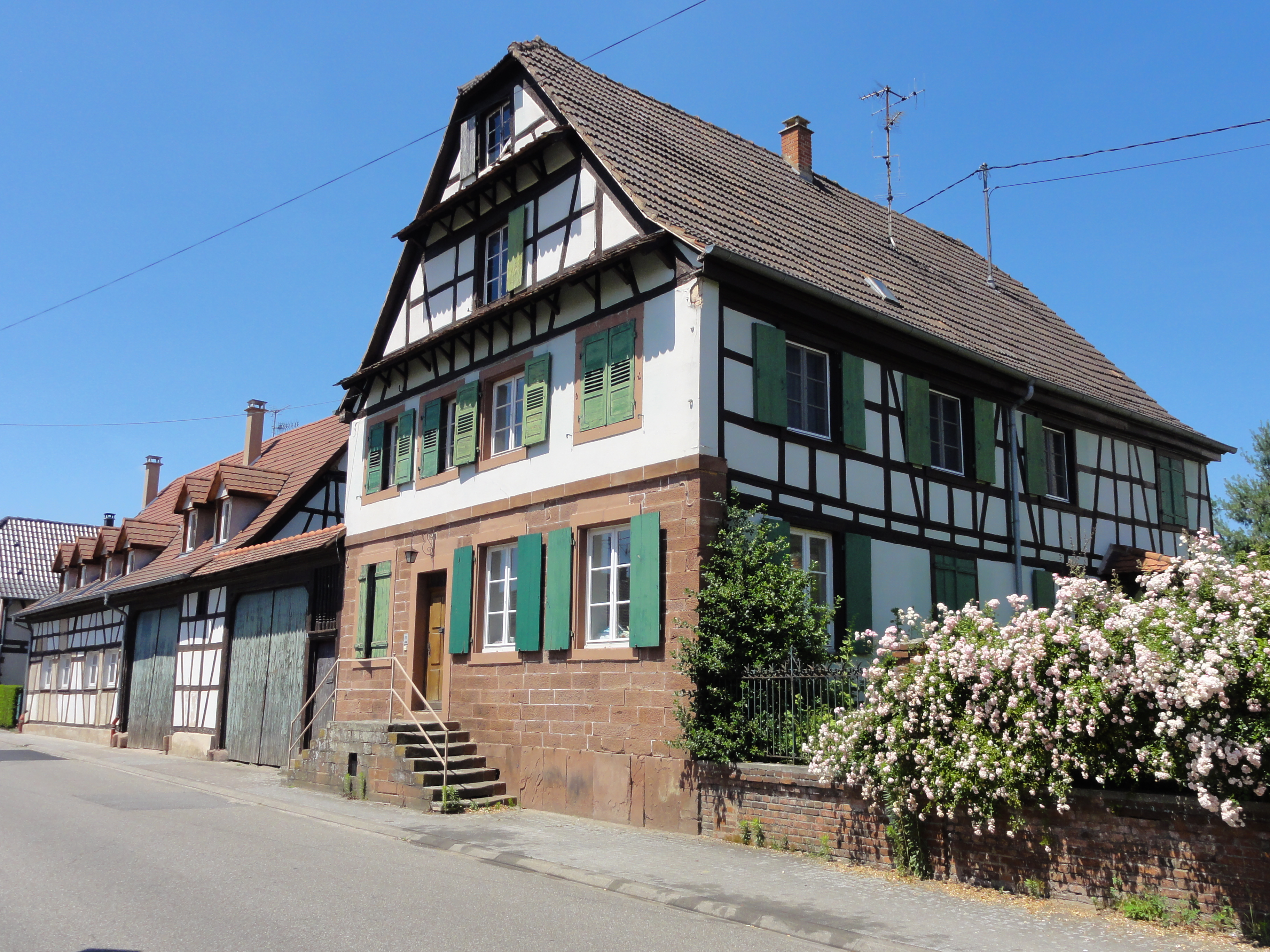
Restaurant-ferme (XIXe), 8 rue de Weitbruch.